# District de Qudsaya
Le District de Qudsaya (en arabe : منطقة قدسيا, manṭiqat Qudsaya) est l'un des dix districts du Gouvernorat de Rif Dimachq, situé dans le sud de la Syrie ; son centre administratif est la ville de Qudsaya. D'après le Bureau central des statistiques syrien, sa population était de 105 974 habitants en 2004.
Jusqu'en février 2009, Qudsaya était un sous-district du district de Markaz Rif Dimachq.

## Sous-districts
Le district de Qudsaya est divisé en trois sous-districts (ou nahiés), (population en 2004) :
| Nom          | Surface (km²) | Population | Code     |
| ------------ | ------------- | ---------- | -------- |
| Qudsaya      | 59,86         | 64 412     | SY031000 |
| Al-Dimas     | 159,51        | 21 978     | SY031001 |
| Ain al-Fijah | 102,27        | 19 584     | SY031002 |